# Juan Albano Pereira Márquez
João Albano Pereira Márquez, hispanizado Juan Albano Pereira Márquez (Colônia do Santíssimo Sacramento, 1728 - San Agustín de Talca, 15 de febrero de 1790) fue un comerciante portugués, padrino y tutor de Bernardo O'Higgins. Es el tronco de una de las más importantes familias coloniales chilenas.

## Biografía

### Origen
Fue hijo de Luis Pereira Vásquez y de Josefa Márquez, nacida en Oporto (Portugal), ambos vecinos de la isla La Palma en el archipiélago de las Canarias.
Por disposición y venia del Conde de Superunda, Pereira se estableció con factorías en Indias en 1753, pasó a América, obtuvo permiso del virrey del Perú para comerciar, por ser persona de buen trato, honrado y de crédito. En Chile se radicó en la ciudad de Talca, donde fue un próspero comerciante. Sin embargo, el 8 de abril de 1765 fue arrestado y expulsado del Reino, en cumplimiento de la orden de hacer salir de Chile a todos los extranjeros. Con la ayuda del poderoso secretario universal del Despacho de Indias, el marqués de Sonora, se le permitió regresar a Chile.
Pereira se casó por poder con María Mercedes de la Cruz y Bahamonde; enviudó de ella el 21 de agosto de 1768, sin descendencia. El 5 de abril de 1776, se casó por segunda vez con la hermana menor de su primera esposa, Bartolina de la Cruz y Bahamonde, nacida en 1750, ambas hijas de Juan de la Cruz y Bernardotte y de Silveria Álvarez de Bahamonde y Herrera; con quien tuvo siete hijos vivos: Juan Diego, María del Rosario, María del Tránsito, Francisca de Borja, Casimiro, Nicolás y Carlos Manuel.
Cuñado de los hermanos Juan Manuel, Anselmo, Nicolás y de Vicente de la Cruz y Bahamonde

### Relación con Ambrosio y Bernardo O'Higgins

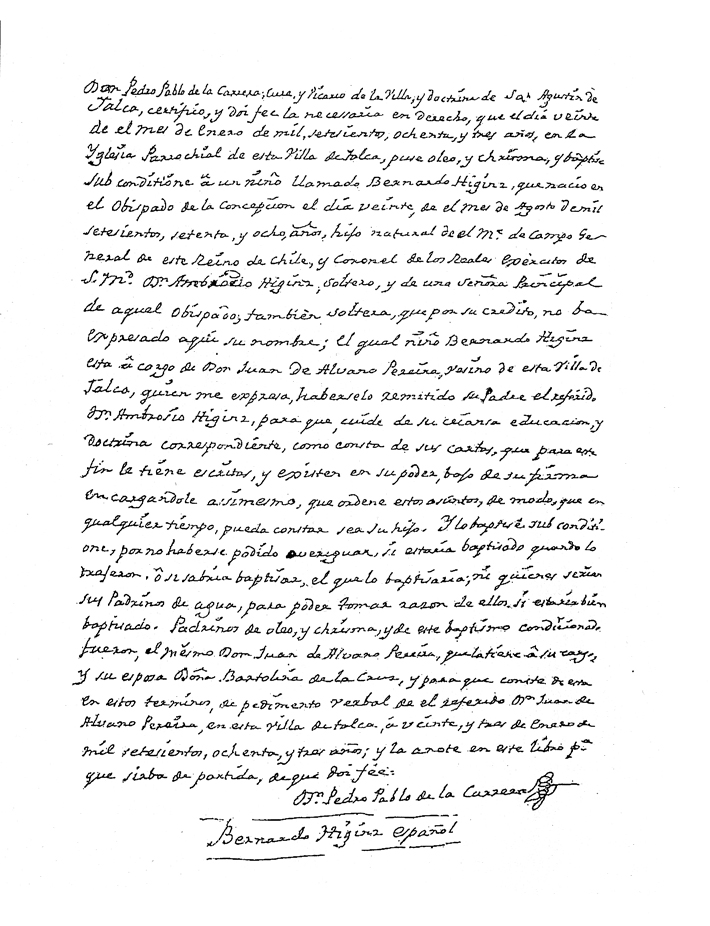
Acta de bautismo de Bernardo O'Higgins.

Juan Albano radicado en Talca, tuvo que cerrar su tienda en Santiago, situada junto a la de un comerciante irlandés, llamado Ambrosio O'Higgins, a quien le unió en todo el resto de su vida una larga y estrecha amistad.
Ambrosio O'Higgins, quien le confió el cuidado de su hijo. El niño Bernardo llegó al seno de esta familia Albano Cruz en noviembre de 1782 con 4 años de edad. Fue confiada esta misión a Domingo Tirarpegui, quien sin que nadie se diera cuenta, salió de Chillán con el niño. Este llegado a Talca, se lo entregó a Albano con una carta de Ambrosio O'Higgins, en la cual le pedía le tuviera a ese hijo suyo, le cuidara y le diera una educación cristiana.
Consultó  el cura Pedro Pablo de la Carrera y Dávila a don Juan Albano Pereira, sobre las dudas que le merecía sobre si estaría o no bautizado un niño Bernardo que se criaba en su casa. Para salvarlas y dejar en claro la situación legal de él y cumplir el encargo de 
Ambrosio , que en la carta le recomendaba:

de modo que en cualquier tiempo pueda constar que es mi hijo

Fue bautizado en la iglesia parroquial el día 20 de enero de 1783 e inscrito en el libro parroquial como hijo de Ambrosio O'Higgins. Fueron sus padrinos el propio Juan Albano y su mujer.
En abril de 1787, se alojó en casa de Albano, Juan Martínez de Rozas, su viejo amigo. Poseedor de la confianza del Intendente  Ambrosio O'Higgins, y sintiéndose ya anciano Albano, le presentó al doctor Rozas el niño que se criaba en su casa, para que existieran testigos sobre su identidad y le dijo:

Este niño que se llama Bernardo, es hijo natural del Gobernador Intendente de Concepción don Ambrosio O'Higgins y él mismo me lo ha entregado como hijo natural suyo para que lo críe y lo tenga en casa. Ya yo soy anciano -agregó el buen portugués- y también lo es su padre y quiero que Ud. lo sepa y entienda para que en todos los tiempos pueda dar testimonio de esta verdad.

Al año siguiente en  abril de 1788, Pereira recibió en su casa a Ambrosio O'Higgins, que viajaba de Concepción a Santiago a asumir su cargo de Gobernador del Reino de Chile, ocasión en que se produjo el único encuentro con su hijo Bernardo.
El corregidor de Talca, el chilote Juan Antonio de Salcedo y Carrillo, quien hizo los preparativos para su recibimiento:

La mejor casa de la ciudad fue destinada para recibirle. Preparativos de todo género para un suntuoso banquete, fuegos artificiales, etc., etc. En suma, el deseo de lucir, unido al interés de conservarse en el mando, hicieron a nuestro corregidor algo minucioso en sus preparativos, lo que en consecuencia de otros antecedentes de un género más grave, tenía prevenido al nuevo Presidente para aceptar desfavorablemente los obsequios de nuestro corregidor. La sencillez de sus maneras estaba en oposición con el lujo que la lisonja y adulación había introducido en tales casos cuyas consecuencias en último resultado las sufrían los pueblos.

Todos los habitantes de San Agustín de Talca, salieron a recibirlo. No fue entre ellos don Juan Albano,

pues imposibilitado por la dolencia que terminó sus días, se quedó en casa esperándolo.

 El Carruaje del Gobernador, seguida de un séquito de vecinos, se detuvo ante la casa del portugués. En la puerta le esperaba toda la familia Albano Cruz, y entre ellos el niño Bernardo. 

Descendió grave, aturdido por el peso de los años, no dio muestras de cariño, no rompió su gravedad habitual» al ver a su hijo. Terminados los saludos protocolares, acompañado de su antiguo amigo Albano, se dirigió a su chacra, lugar elegido para su estada en la ciudad.

Ambrosio O'Higgins era de aquellos hombres que al ser dominado por las grandes emociones se arrancan de ellas, con una gran indiferencia o con un gesto que los pone en la evidencia de su emotividad. 
Solos en la chacra de Lircay, conversaron entre Albano y O'Higgins, sobre sus recuerdos versando principalmente sus diálogos sobre el pequeño Bernardo. Allí Ambrosio O'Higgins se impuso del estado de su educación. Bernardo había aprendido a leer, escribir y recitar oraciones. O'Higgins le manifestó a Albano sus deseos de que fuera trasladado a Chillán y devuelto al seno de la familia de su madre para que a su lado continuase su educación.
Al día siguiente, don Juan Albano Pereira pidió a S. E. que:

tuviese la bondad de designar las personas que fuesen de su agrado lo acompañasen a la mesa; y en su consecuencia el secretario del despacho le presentó una lista que contenía los nombres de los principales vecinos de Talca, menos el corregidor. Alarmado don Juan Albano con tal ocurrencia y de las consecuencias desagradables que debían resultar de una exclusión semejante, usando de la bondadosa confianza con que le favorecía, le hizo presente, que se había tomado la libertad de inscribir a la cabeza de la lista de los convidados al señor Salcedo.

Ambrosio O'Higgins estrechó más los lazos de amistad que lo unían a Juan Albano al conocer el corazón de su estimable mujer, doña Bartolina de la Cruz y Bahamode, amistad que se continuó por largos años, aun cuando don Ambrosio subió al solio de los Virreyes y doña Bartolina pasaba sus últimos años de viudez en Talca.
Pocos días después de salir de Talca el niño Bernardo, era enviado a Chillán, para no volver sino 25 años más tarde.

## Algunos descendientes destacados
Pese a ser Albano su nombre de pila, y ser Pereira su apellido paterno, sus descendientes llevarian el apellido Albano Pereira o Simplemente Albano.

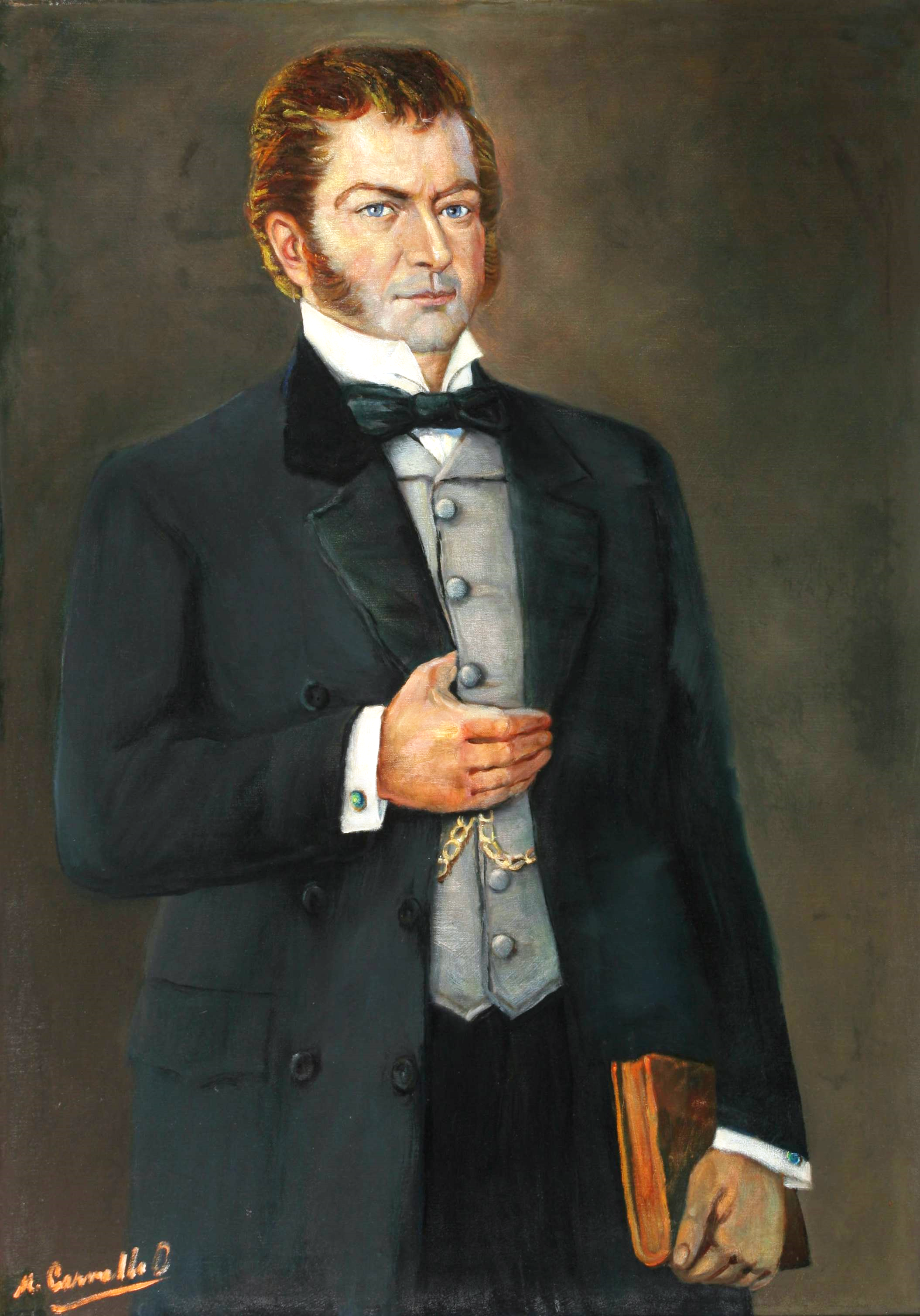
Bernardo O'Higgins, ahijado y protector.
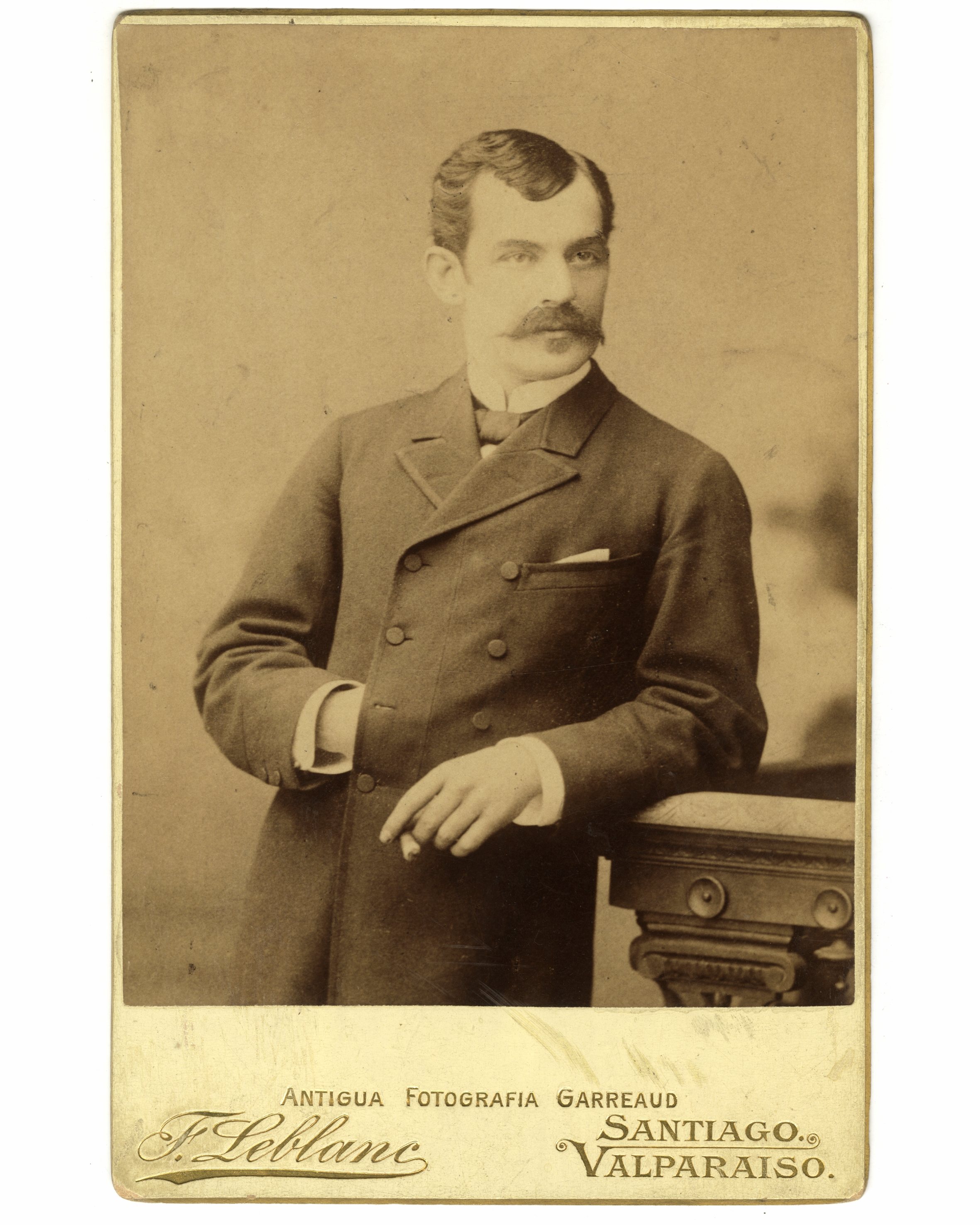
Elías Fernández Albano, bisnieto.
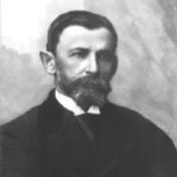
José Gregorio Correa Albano, tataranieto.
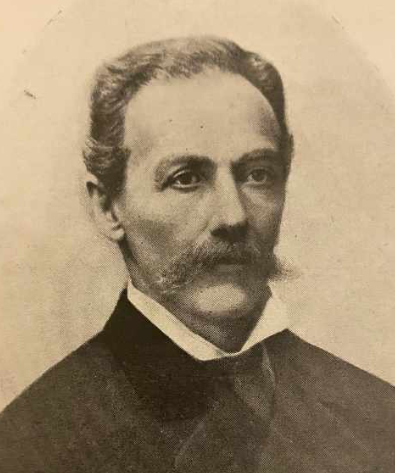
Bonifacio Correa Albano, Tataranieto.
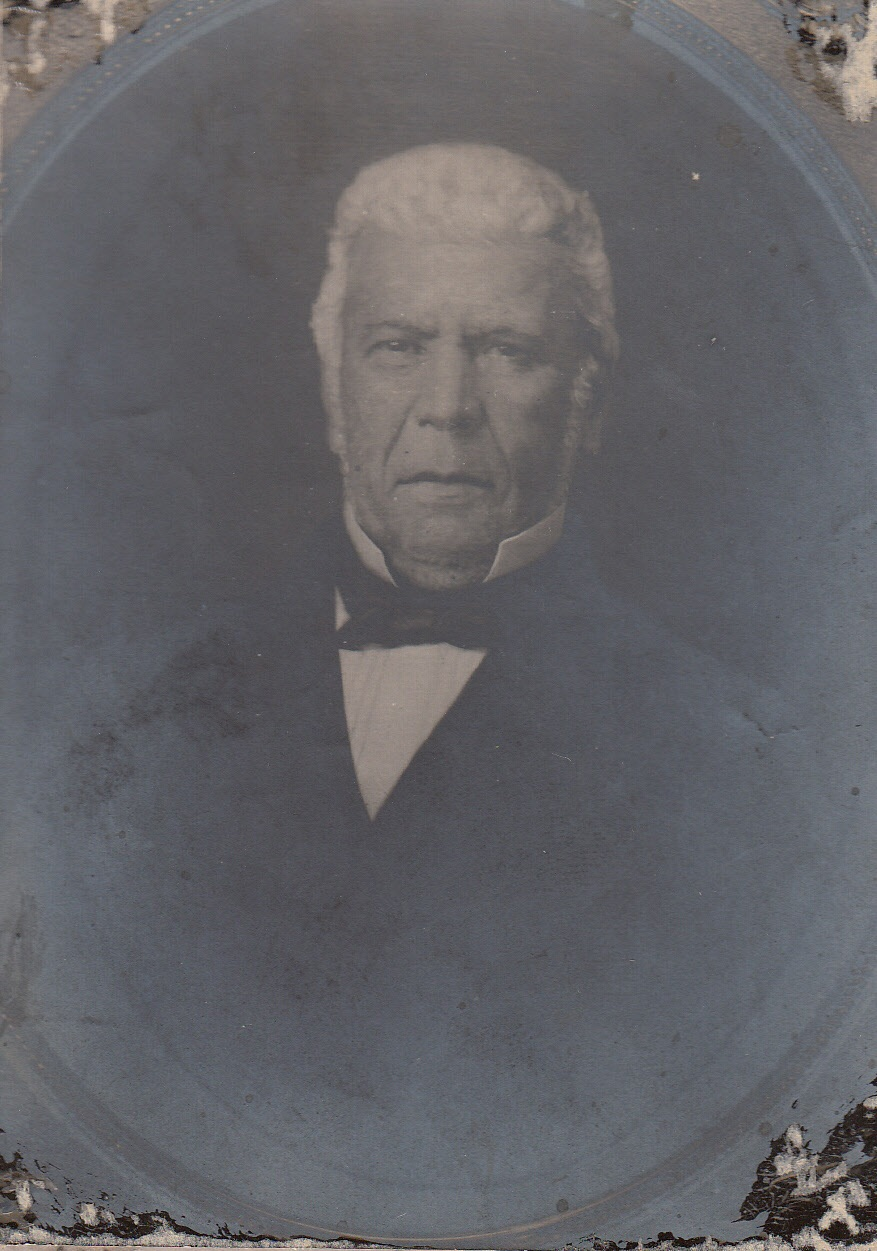
Diego Vergara Albano, tataranieto.
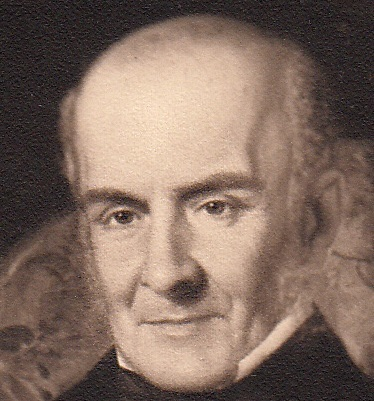
Pedro Nolasco Vergara Albano, tataranieto
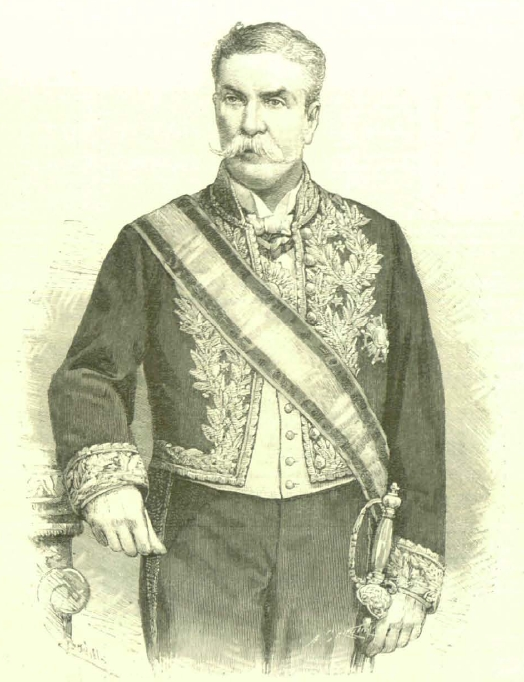
Aniceto Vergara Albano, tataranieto

## Mitología
El mito sostiene que la casa de Juan Albano Pereira era la que, actualmente, se denomina como la Casa de la Independencia, emplazada en el centro de la ciudad de Talca, siendo allí donde habría cuidado y educado a Bernardo O'Higgins. Sin embargo, estudios recientes han manifestado que en esa época, dicha casa le habría pertenecido a Juan Francisco Prieto y que, por otra parte, Albano Pereira habría tenido una vivienda medianamente lejos de la ciudad, en una casona ubicada cerca del río Lircay, al norte de Talca, siendo allí donde habría criado a Bernardo.
Otra teoría, realizada por investigadores de la Sociedad de Historia y Geografía de Talca y basado en la tradición oral de gente del sector, afirma que la casa de Juan Albano se habría encontrado cercano a la comuna de Pencahue, siendo allí donde crio a O'Higgins.